# Latina (Madrid)
Pour les articles homonymes, voir Latina.
Latina est l'un des vingt-et-un arrondissements de Madrid, capitale de l'Espagne. D'une superficie de 25,43 km², il est peuplé de 233 808 habitants en 2017.

## Géographie
Latina s'étend sur 2 542,97 hectares dans le sud-ouest de Madrid, sur des terrains du Quaternaire. Il y a divers promontoires : Bermejo, Cerro de la Piedra, Cerro de los Alemanes, Cerro de los Cuervos, Cerro de la Mica (le plus haut) et Cerro Almodóvar.  
Il est divisé en sept quartiers : Los Cármenes, Puerta del Ángel, Lucero, Aluche, Campamento, Cuatro Vientos et Las Águilas. Il inclut l'ancien carrefour de la roue d'Estrémadure. Différents ruisseaux (Luche, Caño Roto...) affluents à la rivière  Manzanares le parcourent.

## Histoire
L'arrondissement tire son nom de l'hôpital de la Conception, appelé populairement « de la Latina », fondé par Beatriz Galindo dite La Latina. Il figure dans la division administrative de Madrid de 1845. Il provient des anciens Carabancheles, ajoutés à la ville de Madrid en 1948. En 1971, l'arrondissement est divisé en trois parties : Usera, Carabanchel et Latina.

## Transports
- Train Cercanías ligne C-5. Stations : Aluche, Cuatro Vientos, Fanjul, Laguna and Las Águilas.
- Métro de Madrid: Lignes 5 et 10.

Le siège de la Comisión de Investigación de Accidentes e Incidentes de Aviación Civil (Commission d'enquête des accidents et incidents de l'aviation civile)est situé à Latina.

## Services publics, lieux intéressants
- Parc de Aluche ou parc Arias Navarro.
- Centre Commercial Aluche
- Junta Municipal de Distrito
- Colegio Público de Educación Especial Fray Pedro Ponce de León.
- Polideportivo municipal de Aluche.